# Senecio warnockii
Senecio warnockii là một loài thực vật có hoa trong họ Cúc. Loài này được Shinners miêu tả khoa học đầu tiên năm 1964.